# Acquedolci
Acquedolci is een gemeente in de Italiaanse provincie Messina (regio Sicilië) en telt 5436 inwoners (31-12-2004). De oppervlakte bedraagt 13,0 km², de bevolkingsdichtheid is 418 inwoners per km².

## Demografie
Acquedolci telt ongeveer 2097 huishoudens. Het aantal inwoners steeg in de periode 1991-2001 met 4,9% volgens cijfers uit de tienjaarlijkse volkstellingen van ISTAT.
| Jaar | Inwoneraantal |
| ---- | ------------- |
| 1991 | 5122          |
| 2001 | 5373          |

## Geografie
De gemeente ligt op ongeveer 15 meter boven zeeniveau.
Acquedolci grenst aan de volgende gemeenten: Caronia, San Fratello, Sant'Agata di Militello.

## Impressie

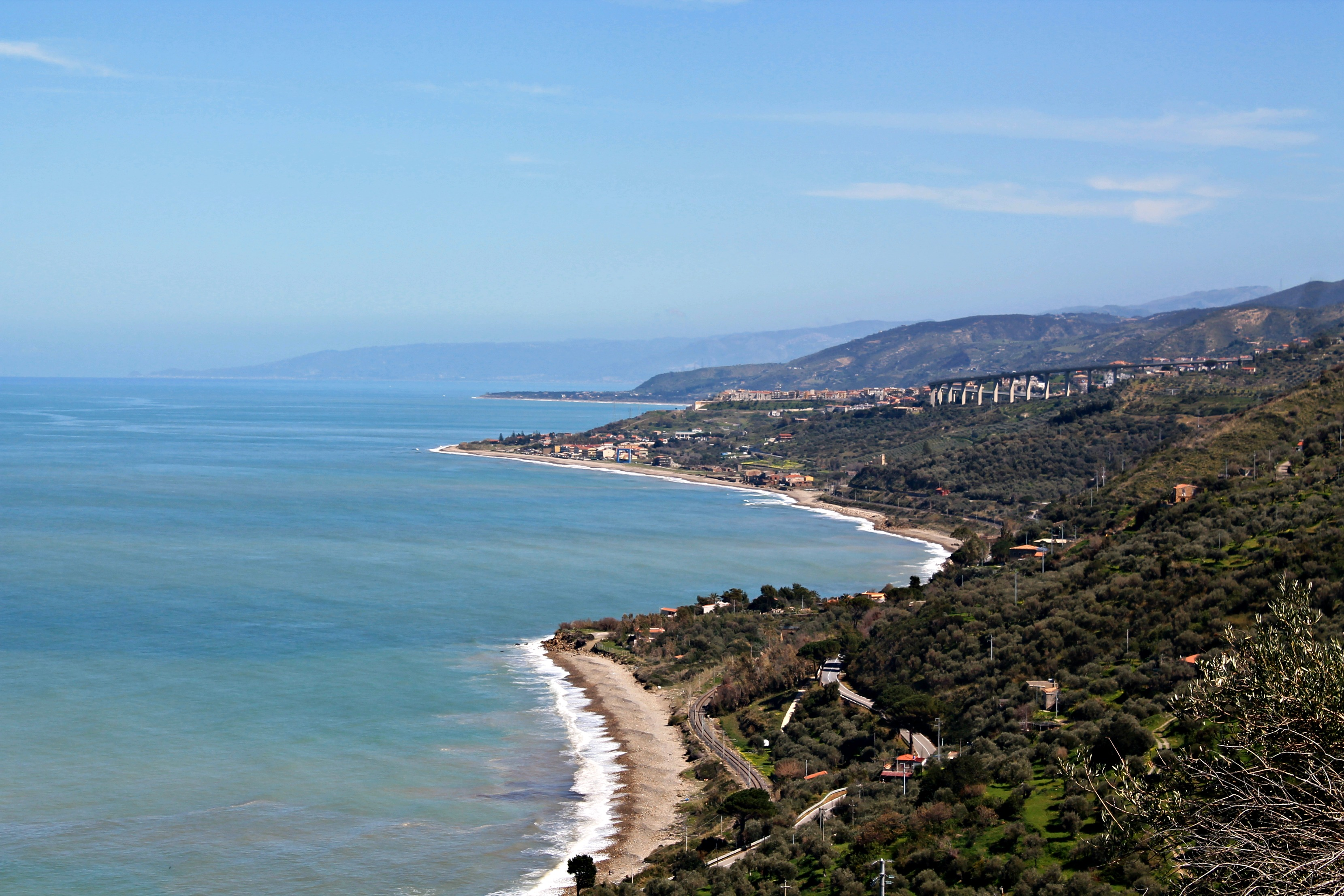
Kustlijn
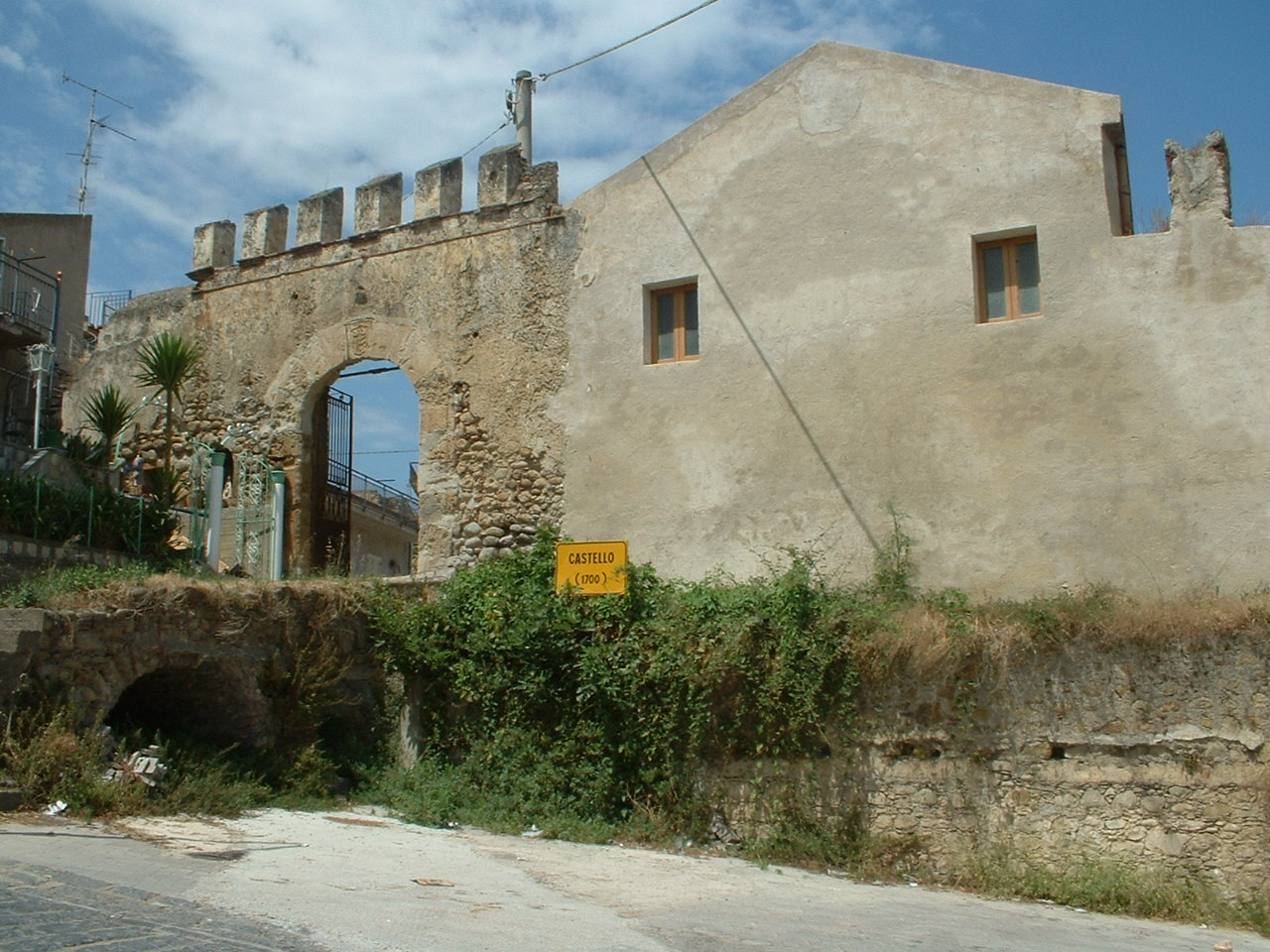
Kasteel van Acquedolci
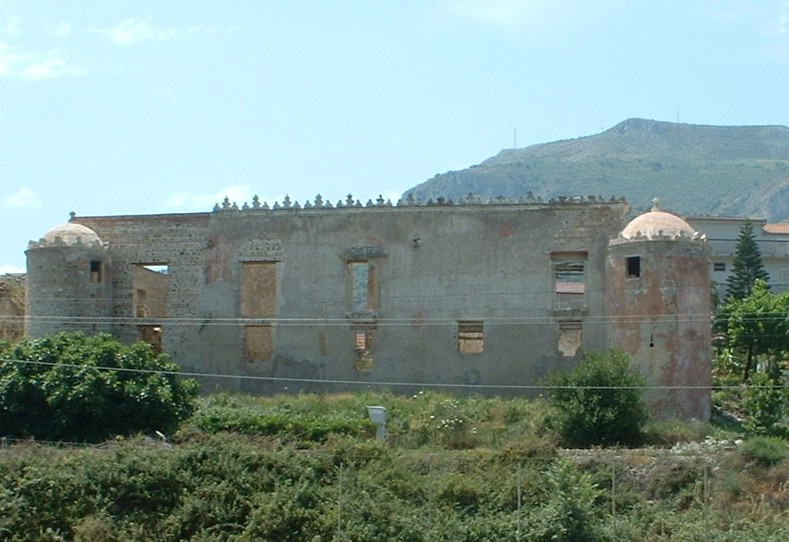
Kasteel
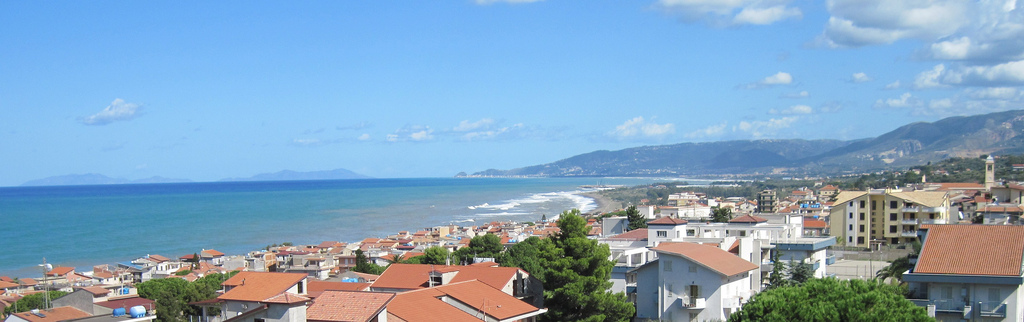
Acquedolci
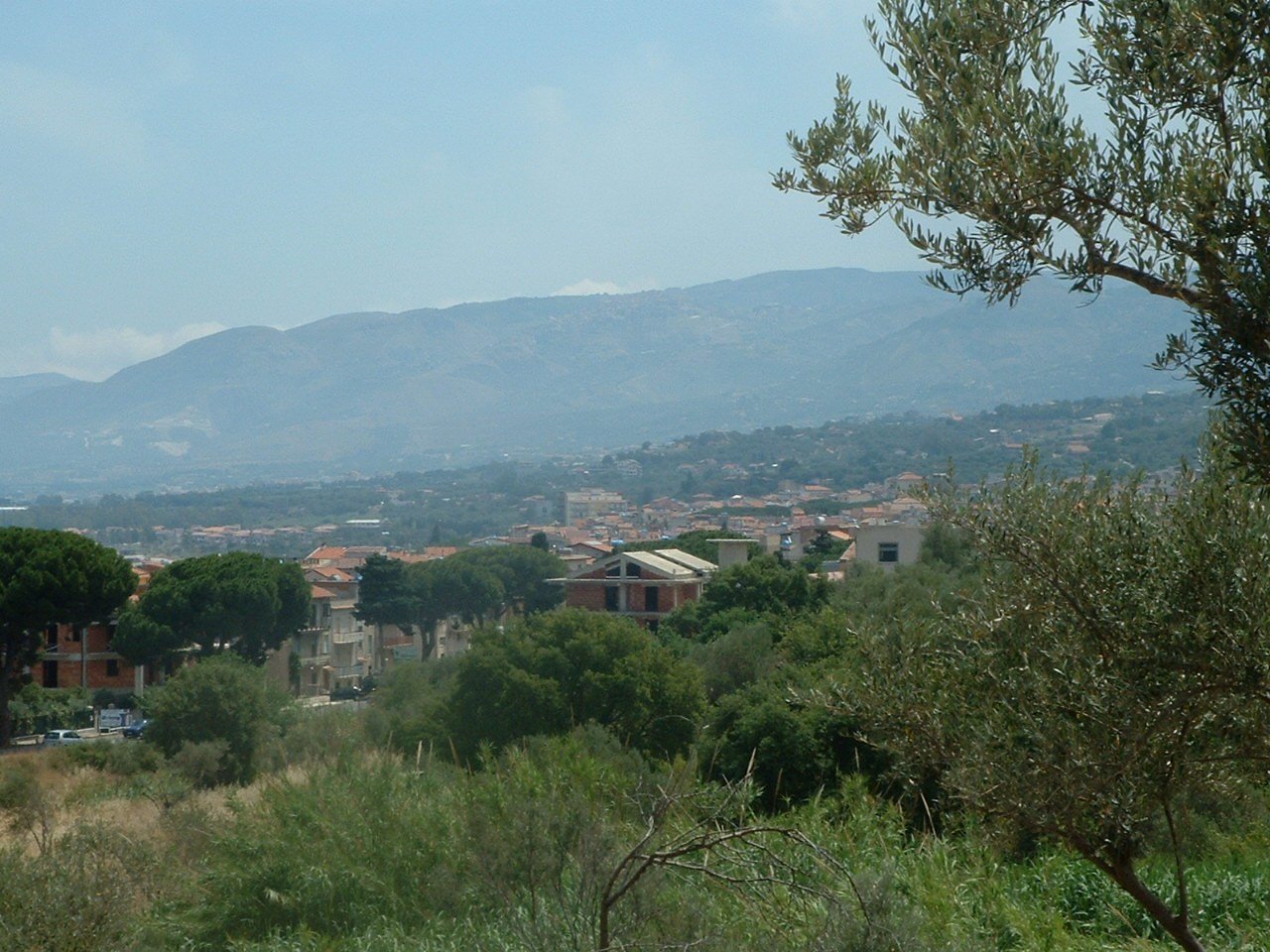
Uitzicht over Acquedolci